# Snarestone
 (octobre 2023).
Snarestone est une paroisse civile et un village du Leicestershire, en Angleterre.